# Herrschaft Parchim-Richenberg

Das Herrschaft Parchim-Richenberg (rot) nach der ersten mecklenburgischen Hauptlandesteilung

Das (Fürstentum) Herrschaft Parchim-Richenberg entstand nach der Ersten Mecklenburgischen Hauptlandesteilung nach dem Tod von Heinrich Borwin II. im Jahr 1226. Es wurde nach dem Hauptort Parchim benannt. Später kam durch den Umzug des Residenzsitzes nach Richenberg die Bezeichnung Richenberg hinzu. Die Herrschaft umfasste die Länder Parchim (mit Brenz und Rosengarten), die Landschaft Ture (siehe Amt Ture) und die späteren Vogteien Plau, Goldberg, Sternberg und letztlich Richenberg (an der Warnow bei Langen Brütz). Es war das kurzlebigste der vier Teilfürstentümer in Mecklenburg.
Erster Fürst von Mecklenburg-Werle war Pribislaw I. aus dem Geschlecht der Obodriten. Er war der jüngste Sohn von Heinrich Borwin II. und nach der Landesteilung wurde ihm die Herrschaft Parchim-Richenberg zugesprochen. Er wuchs am Hof seines Bruders Johann I. von Mecklenburg auf. Da er noch zu jung war, verwaltete dieser noch bis 1238 die Herrschaft für seinen Bruder. Im Jahr 1238 konnte Pribislaw seine Herrschaft in Parchim antreten. Diese umfasste die Länder Parchim (mit Brenz und Rosengarten), die Landschaft Ture, und die späteren Vogteien Plau, Goldberg, Sternberg und letztlich Richenberg. Schon früh geriet er in Grenzstreitigkeiten mit den Schweriner Grafen. So musste er Brenz und Neustadt-Glewe abtreten. Nach dieser Fehde gelang es ihm, sein Fürstentum durch die Gründung der Städte Goldberg und Sternberg und die Ansiedlung von Juden in Parchim wirtschaftlich zu stabilisieren. Er verlieh 1248 Goldberg und Sternberg das Parchimsche Stadtrecht. Im Jahr 1249 wurde am westlichen Eldeufer die Parchimer Neustadt gegründet. Im Jahr 1248 verlegte Pribislaw den Residenzsitz von Parchim zur neuerbauten Burg Richenberg an der Warnow bei dem Dorf Kritzow. Seitdem hieß die Herrschaft auch Parchim-Richenberg. Die Gründe für den Umzug sind nicht bekannt.
Nach Streitigkeiten mit dem Schweriner Bischof Rudolf wurde Pribislaw gefangen genommen und dem Bischof ausgeliefert. Pribislaw wurde im Jahr 1255 entmachtet und das Fürstentum unter seinen Brüdern und seinem Schwager, den Grafen von Schwerin, aufgeteilt. Pribislaw ging ins Exil nach Pommern und erhielt als Ausgleich die Herrschaft Belgard in Hinterpommern.